# روني ريبيرو
روني ريبيرو هو لاعب كرة قدم برازيلي في مركز الوسط، ولد في 30 يونيو 1980 في البرازيل. لعب مع Bajai LSE ‏.